# Anthurium lancea
Anthurium lancea är en kallaväxtart som beskrevs av Luis Aloysius, Luigi Sodiro. Anthurium lancea ingår i släktet Anthurium och familjen kallaväxter. Inga underarter finns listade.